# 喜龍仁
喜龍仁（瑞典語：Osvald Sirén；1879年4月6日—1966年6月26日），瑞典藝術史學家，學術領域包含18世紀的瑞典藝術、義大利的文藝復興藝術以及中國藝術。

## 生平
1879年出生於芬蘭首都赫爾辛基，1908至1923年間任職斯德哥爾摩大學的藝術歷史及理論教授，1926至1944年間擔任瑞典國立博物館繪畫及雕塑管理員。1956年獲頒為藝術史專業設立的查爾斯·朗·弗瑞爾獎章。1966年逝世於斯德哥爾摩，享年87歲。此外，他也是神智學會的早期成員之一。
在中國藝術研究方面，著有《中國雕刻》、《中國花園》、《中國與18世紀的歐洲園林》等。此外，1921年，喜龍仁到訪中國，經北洋政府准許，對北京的城牆和城門進行兩年考察測量後，於1924年在英國倫敦出版了《北京的城牆與城門》。他亦是研究中國繪畫的外國先驅之一，其著作《中國畫論：翻譯與評述》、《晚期中國繪畫史》以及分為七冊的《中國繪畫：大師與法則》都屬於劃時代鉅作，為下一代學者如高居翰等奠下基礎。

## 漢化名
根據一份中華民國18年8月10日的內政部指令， 的漢化名為「喜龍仁」，但現時常有被誤作「喜仁龍」。1985年，北京燕山出版社首次發行了《北京的城牆與城門》之中譯本，作者名字被誤譯為「奧斯伍爾德·喜仁龍」。從此以訛傳訛，連葛兆光和石守謙等知名歷史、藝術學家也不加深究而隨大流稱其為「喜仁龍」。